# Plešivica (Ljutomer, Slovenija)
Plešivica je naselje u slovenskoj Općini Ljutomeru. Plešivica se nalazi u pokrajini Štajerskoj i statističkoj regiji Pomurju. 

## Stanovništvo
Prema popisu stanovništva iz 2002. godine naselje je imalo 86 stanovnika.